# Agios Dometios
Agios Dometios (in greco Άγιος Δομέτιος, traslitterato anche Ayios Dhometios, in turco Metehan) è un comune di Cipro nel distretto di Nicosia di 12.456 abitanti (dati 2011).
È situato ad ovest della capitale Nicosia ed è al confine con Cipro del Nord. Dal 2003, anno di apertura del confine, è il più importante passaggio tra i due stati

## Storia
Il comune esiste fin dall'epoca dei Franchi. Il nome deriva da San Dhometios, originario della Persia del IV secolo d.C. e convertito al cristianesimo in tarda età. La chiesa a lui dedicata è stata costruita nel secolo XVII.

## Amministrazione
Le elezioni municipali si tengono ogni 5 anni. Sindaco del paese dal 1991 è Andreas Hadjiloizou.